# Lavoslav Schwentner
Lavoslav Schwentner [švéntner], prvi sodobni slovenski založnik, * 15. december 1865, Vransko, † 30. december 1952, Vransko.
Schwentner je obiskoval osnovno šolo v rojstnem kraju, od leta 1876 pa 4 razrede gimnazije v Celju in se nato učil knjigovodstva in korespondence. Ker se je z Andrejem Levakom iz Brežic dogovoril, da prevzame njegovo knjigarno, je leta 1887 na Dunaju opravil tečaj iz knjigotrštva in se kot praktikant izpopolnil še v knjigarni A. Storch in sin v Pragi. Od 15. maja 1888 do leta 1897 je vodil prevzeto knjigarno v Brežicah, tega leta pa je odšel v Nemčijo, da bi tam proučil ustroj in delovanje nemškega založništva in navezal poslovne zveze. Dne 1. julija 1898 je v Ljubljani odprl lastno podjetje na Dvorskem trgu 3, v pritličju pod Narodno kavarno, 7. novembra 1904 pa v poslopju Mestne hranilnice. Podjetje je sam vodil do leta 1938, ko ga je oddal A. Erbežniku. Leta 1948 je podjetje prevzela DZS.
Schwentner je izdal številne knjige pomembnih slovenskih avtorjev. Prvi je sistematično izdajal knjige za otroke ter zanje pridobival naše najboljše književnike in ilustratorje. V letih 1900–1904 je izdajal in urejal revijo Slovenska knjigarna, ki je izhajala kot priloga Ljubljanskega zvona, v kateri je obravnaval probleme takratnega slovenskega založništva in hkrati objavljal novice o svojih knjigah. Slovenska knjigarna je bila prva slovenska založniška strokovna revija.
Schwentner je bil soustanovitelj in prvi predsednik Združenja založnikov in knjigotržcev Jugoslavije (1933–1935). Vendar pa je založništvo po prvi svetovni vojni čedalje bolj opuščal. Čeprav je imel nekaj predhodnikov med slovenskimi in priseljenimi založniki, upravičeno velja za prvega sodobnega slovenskega založnika. Oblikovanje slovenske knjige je dvignil na evropski nivo, kar je seveda vplivalo na vse kasnejše založnike do druge svetovne vojne. Prav zaradi sodelovanja z avtorji slovenske moderne, še posebej z Ivanom Cankarjem, si je pridobil tudi sloves kulturnega delavca in pospeševalca dobre in lepe slovenske besede.